# Capanemia
Capanemia (транскрипция латинского названия — Капанемия) — род многолетних эпифитных травянистых растений семейства Орхидные.
Аббревиатура родового названия в промышленном и любительском цветоводстве — Cap.
Род не имеет устоявшегося русского названия, в русскоязычных источниках обычно используется научное название Capanemia.

## Распространение иэкологическиеособенности
Юго-восточная часть Бразилии, Парагвай, Боливия и Уругвай.
Эпифиты во влажных лесах.

## Этимологияи история описания
Род описал João Barbosa Rodrigues в 1877 году.
Род, включающий 16 видов, назван в честь бразильского натуралиста, инженера и физика Guilherme Schuch de Capanema (1824—1908). Он построил первые телеграф и метеостанцию в Бразилии.

## Морфологическое описание
Миниатюрные симподиальные растения.
Псевдобульбы шаровидной или яйцевидной формы.
Соцветие кистеобразное.
Поллиниев — 2.

## Виды
Список видов (включая устаревшие названия) по данным Королевских ботанических садов в Кью:
- Capanemia adelaidae Porto & Brade, 1937
- Capanemia angustilabia Schltr., 1926
- Capanemia australis (Kraenzl.) Schltr., 1925
- Capanemia brachycion (Griseb.) Schltr., 1918
- Capanemia carinata Barb.Rodr., 1881
- Capanemia duseniana (Kraenzl.) Porto & Brade, 1935 = Capanemia theresae
- Capanemia ensata Pabst, 1967
- Capanemia fluminensis Pabst,1972
- Capanemia gehrtii Hoehne, 1939
- Capanemia hatschbacbii Schltr., 1926 = Capanemia theresae
- Capanemia juergensiana (Kraenzl.) Schltr., 1918 = Capanemia superflua
- Capanemia lossiana L.Kollmann, 2008
- Capanemia micromera Barb.Rodr., 1877 typus
- Capanemia paranaensis Schltr., 1919
- Capanemia perpusilla Schltr., 1914
- Capanemia pygmaea (Kraenzl.) Schltr., 1918
- Capanemia riograndensis Pabst, 1973
- Capanemia spathuliglossa Pabst, 1956
- Capanemia superflua (Rchb.f.) Garay, 1967
- Capanemia theresae Barb.Rodr., 1881
- Capanemia uliginosa Barb.Rodr., 1877

## Охрана исчезающих видов

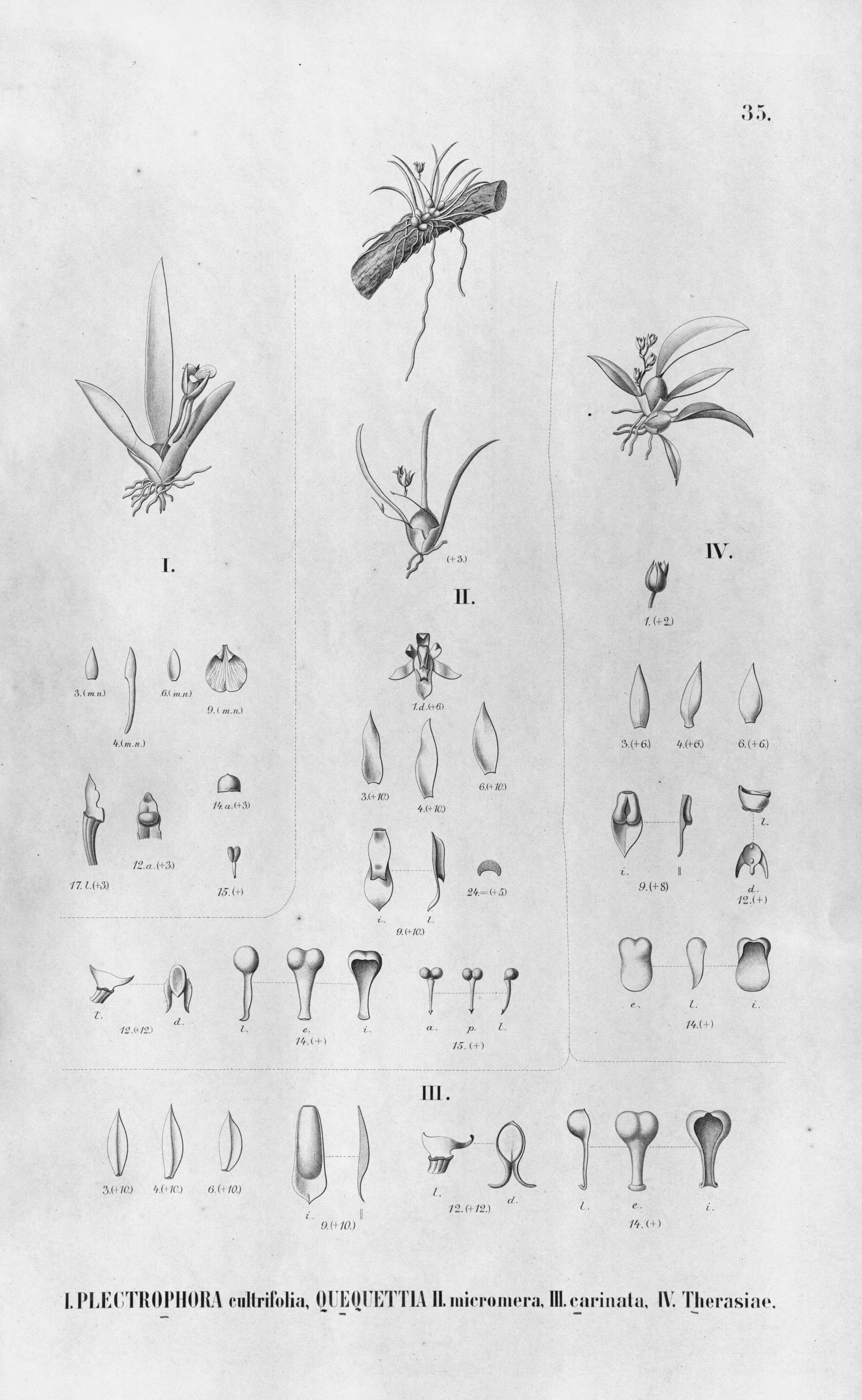
Ботаническая иллюстрация из книги Flora Brasiliensis vol. 3 pt. 6 tab. 35. 1904—1906 гг
I. Plectrophora cultrifolia
II. Capanemia micromera (as Quequettia micromera)
III. Capanemia carinata (as Quequettia carinata)
IV. Capanemia theresae (as Quequettia theresae)

Все виды рода Capanemia входят в Приложение II Конвенции CITES. Цель Конвенции состоит в том, чтобы гарантировать, что международная торговля дикими животными и растениями не создаёт угрозы их выживанию.

## В культуре
В культуре растпространены:
Capanemia adelaidae, Capanemia micromera, Capanemia superflua, Capanemia theresiae, Capanemia thereziae и Capanemia uliginosa.
Цветки некоторых видов, в частности Capanemia uliginosa имеют приятный аромат.
Температурная группа от умеренной до тёплой в зависимости от экологии вида.
Наиболее предпочтительна посадка на блок, возможна посадка в небольшую корзинку для эпифитов, пластиковый или керамический горшок. 
Субстрат — смесь сосновой коры средней фракции (кусочки от 0,5 до 1,0 см), перлита и древесного угля.
Относительная влажность воздуха от 50 % и выше, в зависимости от требований вида.
Наличие движения воздуха вокруг корневой системы уменьшает риск возникновения бактериальных и грибковых инфекций.